# Mount Strange
Mount Strange ist ein teilweise eisfreier Berg im westantarktischen Marie-Byrd-Land. In der Kohler Range ragt er 6 km ostnordöstlich des Mount Isherwood an der Ostflanke des Simmons-Gletschers auf.
Der United States Geological Survey kartierte ihn anhand eigener Vermessungen und Luftaufnahmen der United States Navy aus den Jahren von 1959 bis 1966. Das Advisory Committee on Antarctic Names benannte den Berg 1967 nach dem Topographieingenieur Joe F. Strange, der im Rahmen des United States Antarctic Research Program an einer von 1966 bis 1967 dauernden Vermessungskampagne im Marie-Byrd-Land beteiligt war.